# Filippo Giustini
Filippo Giustini (8 de maio de 1852 - 18 de março de 1920) foi um cardeal italiano da Igreja Católica Romana. Ele serviu como Prefeito da Congregação para o Culto Divino e Disciplina dos Sacramentos de 1914 até sua morte, e foi elevado ao cardinalato em 1914.

## Biografia
Filippo Giustini nasceu em Cineto Romano. Estudou nos seminários de Subiaco, ao lado do mosteiro beneditino, e do Tivoli. Ele entrou no Pio Pontifício Seminário em Roma em Novembro de 1871. Giustini foi ordenado ao sacerdócio em 23 de dezembro de 1876, e depois ensinou no Tivoli seminário até 1878.
De 1878 a 1896, foi professor de Direito Romano no Pontifício Ateneu Romano "S. Apollinare" , de onde obteve seu doutorado também em 1880. Giustini foi nomeado Prefeito de Estudos no Ateneu em 26 de fevereiro de 1878, um Privado. Chamberlain de Sua Santidade em 11 de dezembro de 1886, e um cânone de Santa Maria in Trastevere em 21 de maio de 1891.
Em 22 de junho de 1892, ele entrou ao serviço da Cúria Romana , como conselheiro da Sagrada Congregação para a Propagação da Fé . Tornou-se Prelado Nacional de Sua Santidade em 18 de agosto de 1896, auditor da Rota Romana em 11 de fevereiro de 1897 e, posteriormente, juiz do Tribunal de Primeira Instância do Vaticano . Depois de se tornar Secretário da Sagrada Congregação para Bispos e Regulares em 28 de abril de 1902, foi nomeado conselheiro da Suprema Sagrada Congregação do Santo Ofício em 27 de agosto seguinte.
Em 24 de Outubro de 1908, Giustini foi nomeado secretário da Sagrada Congregação para a Disciplina dos Sacramentos pelo Papa Pio X . Como Secretário, ele serviu como o segundo mais alto funcionário daquele dicastério sob o cardeal Domenico Ferrata . O papa Pio então criou o cardeal diácono de Santo Ângelo em Pescheria no consistório de 25 de maio de 1914.
Giustini foi um dos cardeais eleitores que participou do conclave papal de 1914 , que selecionou o Papa Bento XV , que o nomeou Prefeito da Disciplina dos Sacramentos em 14 de outubro do mesmo ano. Ele também serviu como membro da Comissão para a Interpretação Autêntica do Código de Direito Canônico , e como Protetor da Ordem dos Frades Menores , mais comumente conhecido como franciscanos. Em 1919, Giustini serviu como legado papal para a celebração do centenário de Santo Estevão da Hungria em Cápua e para a Terra Santa.para a celebração do sétimo centenário da visita de São Francisco de Assis ao Egito e à Palestina .
O cardeal Giustini morreu de doença pulmonar às 11h20, em sua residência romana. Depois de uma exposição e missa fúnebre na igreja de Santa Maria Nuova , foi enterrado na cripta da Sagrada Congregação da Propaganda Fide no cemitério Campo Verano .